# Bán Imre (irodalomtörténész)
Bán Imre (Budapest, Józsefváros, 1905. december 2. – Debrecen, 1990. március 19.) irodalomtörténész, egyetemi tanár, az irodalmi tudományok kandidátusa (1957), doktora (1963).
Oktatási, kutatási területe: reneszánsz, barokk irodalom; esztétikai és poétikai kérdések, Magyarország és Európa eszmetörténeti kapcsolatai. Dante-kutatás.

## Életpályája
Bán Imre (1874–1944) nyomdász és König Adél Eleonóra (1885–1944) fiaként született. Középiskolai tanulmányait 1916 és 1924 között az Egri Magyar Királyi Állami Dobó István Főreáliskolában végezte. Érettségi (1924) után beiratkozott a budapesti Pázmány Péter Tudományegyetem Bölcsészettudományi Karára, s az Eötvös József Collegium tagjaként 1930-ban nyerte el magyar–francia szakos tanári oklevelét. Közben (1928–1929) állami ösztöndíjjal Párizsban, a Sorbonne-on szerzett tapasztalatokat. Latin nyelvet a középiskolában tanult, majd erre építette a francia, olasz, spanyol nyelvismeretet, többször is nyelvtanfolyamokon vett részt Olaszországban. Otthonról a németet hozta, az ógörög iránt külön érdeklődött. A nyelvészet, az irodalomtörténet, a filozófia, a teológia, a művészettörténet, a komparisztika, a folklór egyaránt érdekelte. Eredetileg nyelvészettel szeretett volna foglalkozni, az egyetemen mestere, Horváth János biztatására fordult érdeklődése a barokk irodalom felé. A pesti egyetem francia szakán Eckhardt Sándor tanította.
1930-ban Gyöngyösön kapott középiskolai tanári állást, ott tanított 1952-ig. 1952-ben vezetett útja a debreceni Kossuth Lajos Tudományegyetem régi magyar irodalom tanszékére, ahol adjunktus, docens, majd tanszékvezető egyetemi tanár lett. 1968-ban védte meg akadémiai nagydoktori disszertációját. 1976-ban nyugdíjazták, de a kutatást nem hagyta abba, s szerepet vállalt a tudományos közéletben is.

## Emlékezete
100. születésnapja évfordulója alkalmából megemlékeztek róla a Debreceni Akadémiai Bizottságban a legkiválóbb magyar irodalomtörténészek és a komparisztika jeles hazai művelői, köztük Imre Sándor Bán Imre puritanizmus képéről, Jankovics József Bán Imre barokk kutatásairól, Oláh Szabolcs Bán Imre szövegelemzéseiről, Gorilovics Tivadar Bán Imre és a francia irodalom címen adott elő. Szörényi László, az MTA Irodalomtörténeti Kutatóintézetének igazgatója: Bán Imre és az olasz reneszánsz irodalom elméletei, Sárközy Péter Bán Imre a Dante kutató címen tartotta meg Bán Imre szakmai munkásságát elemző előadását.

## Művei (válogatás)
- Apáczai Csere János beszéde "A bölcsesség tanulásáról". Debrecen : Kossuth Lajos Tudományegyetem Magyar Irodalomtörténeti Intézete, 1955. 13 p.; (Klny.: a Kossuth Lajos Tudományegyetem 1955. évi Actájából.)
- Apáczai Csere János. 1958. Budapest: Akadémiai Kiadó, 1958. 606 p. (Ser. Irodalomtörténeti könyvtár; 0075 0859; 4.)
- A barokk / bev., vál., ford. Bán Imre. Budapest: Gondolat, 1962. 181 p., 12 t. ; (Szemelvénygyűjtemény).[3]
- Dante és a joachimizmus. Budapest: Akadémiai Nyomda., 1966. pp. :202-229. (Klny.: Dante a középkor és a renaissance között c. Dante-Emlékkönyvből ) bibl: pp. 221–229.
- A magyar manierista irodalom. Budapest: MTA Irodalomtud. Int., 1970. pp. 451–466. ; (Reneszánsz-füzetek; 5.; Klny.: Irodalomtörténeti Közlemények. 1970. 4. sz.
- Irodalomelméleti kézikönyvek Magyarországon a XVI-XVIII. században. Budapest: Akadémiai Kiadó, 1971. 109 p. (Irodalomtörténeti füzetek 72.)
- A Karthausi Névtelen[4] műveltsége. Budapest: Akadémiai Kiadó, 1976. 137 p.
- Dante-tanulmányok. [szerk. Kovács Sándor Iván]; [sajtó alá rend., az utószót írta Király Erzsébet] Budapest: Szépirodalmi Könyvkiadó, 1988. 293 p.; (Arany János "Dante" c. versével lásd pp. 259–264.)
- Költők, eszmék, korszakok / vál., szerk. Bitskey István. Debrecen: Kossuth Egy. K., 1997. 375 p. (Ser. Csokonai könyvtár 1217-0380; 11.) Bán Imre műveinek bibliográfiájával lásd pp. 333–359., összeáll. Szecskó Károly. ISBN 963-472-219-9
- Apáczai Csere János; repr. kiad.; V. Molnár László bibliográfiájával és Bitskey István tanulmányával; Akadémiai, Budapest, 2003 (Irodalomtörténeti könyvtár)